# Faceless: Der Tod hat kein Gesicht
Faceless: Der Tod hat kein Gesicht (Originaltitel: I Am Pilgrim), auf Deutsch 2014 erschienen, ist der Debütroman des ehemaligen Journalisten und Drehbuchautors Terry Hayes. Er wurde am 18. Juli 2013 in Großbritannien veröffentlicht. Am 17. Juli 2014 kaufte MGM die Filmrechte.

## Handlung
Ein US-amerikanischer Waisenjunge wächst bei steinreichen Pflegeeltern auf und absolviert erfolgreich ein Medizinstudium in Harvard. Er ist sensibel und hat es gelernt, sich zu verstellen, was ihn ideal für den Geheimdienst macht. Nach seinem Abschluss wirbt ihn ein US-Geheimdienst an. Nachdem er einen führenden Agenten, der Geheimnisse an die Russen verraten hatte, in Moskau ermordet, macht er Karriere in dieser Organisation und bekommt die prestigeträchtige Führungsposition des Riders of the Blue. Nach dem kollektiven Versagen der US-Geheimdienste, die zu den Terroranschlägen vom 11. September führen, wird seine Organisation aufgelöst. Peter Campbell, so sein Deckname, zieht sich zurück und schreibt ein Buch über forensische Pathologie. Dieses wird unter einem falschen Namen veröffentlicht und er lebt unerkannt in Paris.
Ein ehrgeiziger New Yorker Polizist, Ben Bradley, ermittelt die wahre Identität Campbells und versucht ihn zu überreden, sein Wissen der Terrorbekämpfung zur Verfügung zu stellen. Campbell ist zunächst entsetzt, dass er enttarnt wurde, geht dann doch wieder nach New York und versucht Bradley bei einem besonders mysteriösen Mordfall zu helfen: Eine Frau, die den 11. September dazu nutzte, um unterzutauchen, hat eine andere Frau ermordet und dabei das Wissen aus Campbells Buch haargenau angewendet.
Parallel dazu beschreibt der Roman die Lebensgeschichte des Saudis Zakaria al-Nassouri. Dieser fromme Junge musste im Alter von 14 Jahren mit ansehen, wie sein Vater wegen des Äußerns von Kritik an der saudischen Herrscherfamilie zum Tode verurteilt und in Dschidda öffentlich enthauptet wurde. Die geächtete Familie al-Nassouri musste gedemütigt und verarmt das Land verlassen und lebte in Bahrain weiter. Zakaria schloss sich heimlich der Muslimbruderschaft an, verließ seine Mutter und seine beiden Schwestern und ging mit 16 nach Afghanistan, um gegen die sowjetischen Besatzer als Mudschahedin zu kämpfen. Seine außerordentliche Tapferkeit im Angesicht des Feindes sicherte ihm die Freundschaft und den Respekt eines Warlords, der nach dem Sieg über die Sowjets ein mächtiger Mann wurde. Zakaria al-Nassouri besorgte sich falsche Papiere, ging nach Beirut, studierte Medizin und heiratete eine Palästinenserin. Als er in Gaza humanitäre Dienste leistete, wurde seine Frau von einer israelischen Rakete getötet. Sie war aus israelischer Sicht lediglich ein Kollateralschaden, da der Angriff anderen Personen galt. Seiner sterbenden Frau versprach er, sich um das gemeinsame Kind, das am Down-Syndrom leidet, zu kümmern.
Zakaria al-Nassouri beschloss, die USA zu vernichten. Er stahl aus einem syrischen Labor Pockenviren und modifizierte diese, um damit einen biologischen Angriff auf die USA durchzuführen.

Er ging nach Afghanistan, um an drei westlichen Geiseln die Wirksamkeit des Virus auszuprobieren. Hier half ihm sein alter Kriegskamerad, der Warlord. Die Geiseln sperrte er in einem afghanischen Geisterdorf in einen Kerker und testete an ihnen erfolgreich seine letale Biowaffe. Er versuchte die Leichen zu beseitigen und wurde dabei von einer australischen Militäreinheit überrascht. Er entkam knapp. Die Australier konnten die Leichen sicherstellen und übergaben sie den USA, die den modifizierten Pockenvirus entdeckten. 
Campbell wird wieder reaktiviert und trifft den US-Präsidenten. Der einzige Anhaltspunkt, den er hat, ist ein verschlüsseltes Telefongespräch, das von Afghanistan aus mit einer Frau in Bodrum geführt worden war. Campbell, Codename Pilgrim, reist mit einer Coverstory nach Bodrum: Er sei FBI-Agent und untersuche den Mord in New York. Seine Kontaktperson ist die abweisende türkische Kommissarin Leyla Cumali. Pilgrim löst nebenbei den Mordfall und findet heraus, dass Leyla Cumali die Frau am Telefon war. Er kommt zum Schluss, dass der Pockenvirusmörder, den er nur „den Sarazenen“ nennt, Cumalis Bruder sein muss. Er ermittelt Cumalis Geburtsnamen: al-Nassouri. Nach einer Reise nach Saudi-Arabien ermittelt er zusammen mit seinen Kollegen vom saudischen Geheimdienst Mabahith dessen Lebensgeschichte, kommt aber nicht richtig weiter, da ihm ein Name fehlt und sich al-Nassouris Spur nach dem Afghanistankrieg verläuft.
Der „Sarazene“ ist in der Zwischenzeit nach Deutschland gereist und hat bei Karlsruhe begonnen, für ein US-amerikanisches Pharmaunternehmen in der Produktion zu arbeiten. Dort bringt er die Viren in Ampullen unter. Auf diese Weise kann er seine todbringende Fracht in die USA senden, wo sie von den Ärzten den Opfern selbst injiziert werden.

Pilgrim, der mittlerweile ratlos ist, weiß keinen Ausweg. Er denkt darüber nach, dass man die Schwester in ein geheimes CIA-Foltergefängnis bringen könne. Er glaubt aber, dass sie ihren Bruder am Telefon warnen könnte und die Folter daher nichts bringe.

Beim Nachdenken über Jagdstrategien aus dem Tierreich denkt er an das Krokodil, das im Gegensatz zu den Jägern, auf sein Opfer lauert. Pilgrim findet heraus, dass der Sohn Cumalis' in Wirklichkeit der Sohn Zakarias’ ist. Cumali hat diesen nach dem Tod von dessen Mutter bei sich aufgenommen. Pilgrim stellt Zakaria eine Falle, wobei er dessen einzige Schwäche, die Liebe zu seinem Sohn, ausnutzt. In dem Amphitheater von Bodrum kommt es zu einem dramatischen Showdown, wobei Leyla und ihr Bruder noch auf die Hilfe albanischer und griechischer Gangster zurückgreifen. Ben Bradley, der mit der Ermordung des Sohnes Zakarias’ droht, erreicht, dass Zakaria umfassende Informationen über seinen Vernichtungsplan preisgibt. 
Die Gangster werden getötet, Zakaria richtet sich selbst und nur Leyla und Pilgrim überleben. Pilgrim informiert den Präsidenten, der die Bedrohung in den USA gerade noch stoppen kann. Pilgrim lässt Leyla davonkommen, damit ihr Sohn nicht als Waise aufwachsen muss. Pilgrim erholt sich von seinen Verletzungen und zieht sich gänzlich zurück. 
Am Ende des Romans merkt er, dass es seine Bestimmung ist, im Bereich Polizei/Geheimdienst zu arbeiten und plant, die Agententätigkeit wieder aufzunehmen.

## Preise
- 2014 Specsavers National Book Awards „Thriller & Crime Novel of the Year“[4]
- 2014: Crimezone Thriller Awards Bester internationaler Thriller - Categorie „Buitenland“

## Weiteres
Im Roman spielt ein Auszug aus Rudyard Kiplings Gedicht The Young British Soldier  eine wichtige Rolle:
When you’re wounded and left on Afghanistan’s plains,
And the women come out to cut up what remains,
Jest roll to your rifle and blow out your brains
And go to your God like a soldier.